# Bobby Byrd
Bobby Howard Byrd (Toccoa, 15 agosto 1934 – Loganville, 12 settembre 2007) è stato un musicista, cantante e produttore discografico statunitense.
Byrd viene ricordato per la sua collaborazione a lungo termine con James Brown e per aver fondato i Famous Flames.

## Biografia
Nato da una famiglia agiata, Byrd iniziò la sua carriera artistica nel 1952, anno in cui fondò i Gospel Starlighters che cambiarono nome in Avons l'anno seguente e che diventeranno in seguito i Famous Flames. Dopo essere stato incarcerato per furto (fu scarcerato con libertà condizionata grazie all'appoggio finanziario della famiglia di Byrd), l'ancora giovane James Brown entrò nella band di Byrd e ne divenne il leader assieme a quest'ultimo. Nello stesso periodo, Byrd prese parte a diversi singoli di successo di Brown fra cui Please, Please, Please (1956), Try Me (I Need You) (1958), Get Up (I Feel like Being a) Sex Machine (1970) e I Know You Got Soul (1971) e incise diversi singoli in proprio fra cui We Are In Love (1965) e I Need Help (1970), che furono alcuni dei suoi maggiori successi solisti. Nei primi anni settanta, Byrd entrò a far parte dei J.B.'s e pochi anni dopo, nel 1973, interruppe la sua collaborazione con Brown. Nel 1996, Byrd contrasse un cancro alla laringe e a causa di esso morì il 12 settembre 2007.

## Vita privata
Bobby Byrd era marito di Vicki Anderson, che aveva collaborato a più riprese con James Brown. Era anche patrigno di Carleen Anderson, un'apprezzata cantante soul.

## Discografia parziale

### Album
- 1970 – I Need Help (Live on Stage)
- 1988 – Finally Getting Paid
- 1993 – On the Move (I Can't Get Enough)

### Singoli
- 1963 – They Are Sayin'/I Found Out
- 1964 – Baby Baby Baby (con Anna King)
- 1965 – We Are In Love
- 1967 – I Found Out/I'll Keep Pressing On
- 1970 – I Need Help